# 羅爾·烏索格
羅爾·烏索格（挪威語：Roar Uthaug，1973年8月25日—）是一名挪威男導演。

## 早期生活
烏索格出生於挪威勒倫斯科格，2002年畢業於挪威電影學院。

## 職業生涯
烏索格的畢業學生電影《The Martin Administration》是史上第二部由美國電影藝術與科學學會提名學生獎學金的電影。在挪威製片公司Fantefilm工作期間，烏索格幫當地電視台拍了多支廣告和MV。
他的首部長片作品《雪地獵殺》2006年10月13日在挪威上映；在此前，他曾執導過多部短片。2015年11月17日，好萊塢公司米高梅和華納兄弟宣布，烏索格將執導重啟版的《古墓奇兵》電影，該片2018年3月16日在美國上映。

## 作品列表
- 1996：《DX13036》（短片）
- 1998：《一把烤肉串》（A Fistful of Kebab；短片）
- 2002：《雷傑林根·馬丁》（Regjeringen Martin；短片）
- 2006：《雪地獵殺（英语：Cold Prey）》
- 2009：《魔法銀器（英语：Magic Silver）》
- 2012：《逃亡》
- 2015：《驚天巨浪（英语：The Wave (2015 film)）》
- 2018：《古墓奇兵》
- 2022：《山怪巨魔（英语：Troll (2022 film)）》

## 外部連結
- 羅爾·烏索格在互联网电影资料库（IMDb）上的資料（英文）
- Fritt Vilt （页面存档备份，存于）